# Norman Aldridge
Norman Aldridge (23 tháng 2 năm 1921 – 14 Tháng 1 năm 2007) là một cầu thủ bóng đá người Anh thi đấu ở Football League cho West Bromwich Albion và Northampton Town ở vị trí Hậu vệ.